# William O'Brien
William E. O'Brien (Bridgewater, New Jersey, 23 februari 1951) is een Amerikaans-Hongkongs autocoureur.

## Carrière
O'Brien begon zijn autosportcarrière in 2013 in de A-klasse van de Zhuhai Pan Delta Racing Festival Circuit Hero I, die hij drie jaar achter elkaar won. In 2013 reed hij ook in de A-klasse van de 500 kilometer van Zhuhai en in de B-klasse van de Aziatische Touring Car Series, die hij ook allebei won. In 2014 werd hij derde in de 25 uur van Spa-Francorchamps en in 2015 eindigde hij op de derde plaats in de Hong Kong Roadsports Challenge.
In 2016 keerde O'Brien terug naar de 500 kilometer van Zhuhai, waarin hij opnieuw de A-klasse won. Daarnaast maakte hij zijn debuut in de TCR Asia Series voor het team TeamWork Motorsport in een Volkswagen Golf GTI TCR. Ook debuteerde hij dat jaar voor TeamWork in een Volkswagen in de TCR International Series tijdens het voorlaatste raceweekend op het Sepang International Circuit en eindigde de races als zeventiende en negentiende.